# Pudicitia
Pudicitia – rzymskie uosobienie (personifikacja) skromności i czystości. Na rewersach monet rzymskich przedstawiana z berłem i welonem.